# Claire Danes
Claire Catherine Danes, ameriška filmska, televizijska in gledališka igralka, *12. april 1979, Manhattan, New York, New York, Združene države Amerike.
Claire Danes je najbolj znana po televizijski nadaljevanki To trapasto življenje in filmih: Romeo + Julija, Princesa Mononoke, Palača z rešetkami, Ure do večnosti, Terminator 3: Vstaja strojev in Zvezdni prah.

## Zgodnje življenje
Claire Catherine Danes se je rodila 12. aprila 1979 v Manhattanu, New York, New York, Združene države Amerike. Njena mama Carla je varuška, slikarka in oblikovalka tekstila, ki se je kasneje uveljavila kot hčerkina menedžerka, njen oče Christopher Danes pa svetovalec za računalništvo in fotograf. Ima starejšega brata Asa, ki je pravnik in je zaposlen v firmi Paula Hastingsa.
Šolala se je na newyorški šoli Dalton School, kasneje pa še na šolah New York City Lab School for Collaborative Studies, Professional Performing Arts School, Lycée Français de Los Angeles v Los Angelesu, leta 1998 pa je obiskovala Yale. Po dveh letih študiranja psihologije je študij opustila in se raje posvetila filmski karieri.

## Kariera
Claire Danes se je na televiziji prvič pojavila leta 1990 in sicer v filmu Dreams of Love, leta 1994 pa v filmu Little Women, kjer je igrala Elizabeth 'Beth' March. Istega leta je takrat petnajstletna Claire dobila vlogo v televizijski seriji To trapasto življenje, za katero je prejela nagrado Zlati globus in nominacijo za Emmyja. Leto pozneje (1995) se je pojavila tudi v filmih Stkano s srcem in Domov za praznike, kjer je igrala hči Holly Hunter. Film je režirala Jodie Foster. Leta 1996 je igrala Julijo Capulet v filmu, posnetem po Shakespearovi drami, Romeo + Julija ob igralcu Leonardu DiCapriu. Kasneje tega leta so se v javnosti razširile govorice, da je odšla na avdicijo za film Titanik, a v intervjuju dvanajst let pozneje je Danesova to zanikala. Leta 1999 se prvič pojavi v animiranem filmu, v filmu Princesa Mononoke, istega leta pa dobi glavno vlogo v filmu Palača z rešetkami, zraven Billa Pullmana in Kate Beckinsale.
Leta 2002 poleg Susan Sarandon, Kierana Culkina in Billa Pullmana igra v filmu Bohemski dnevi. Kasneje igra hčer Meryl Streep v za oskarja nominiranem filmu Ure do večnosti poleg Nicole Kidman, Eda Harrisa in Julianne Moore. Naslednje leto se pojavi v filmu Terminator 3: Vstaja strojev, čemur sledi Odrska lepotica leta 2004. Leta 2005 igra v filmu Steva Martina Prodajalka in v filmu Nova v družini poleg Sarah Jessice Parker in Diane Keaton. Leta 2007 poleg Michelle Pfeiffer, Roberta DeNira, Sienne Miller in Charlieja Coxa igra v romantičnem filmu Zvezdni prah ter v filmu Krdelo.
Njena Off-Broadwayska dela uključujejo dela Happiness, Punk Ballet in Kids On Stage, v katerih je imela tudi svojo solo plesno točko. Zelo se je zanimala za vlogo v filmu Neila Gaimana Death: The Time of Your Life in odšla je na avdicijo za Lois Lane v filmu Superman se vrača, preden je vlogo dobila Kate Bosworth.
Marca 2007 se s Patrickom Wilsonom pojavi v reklami Gap, kjer par zapleše na pesem »Anything You Can Do« iz muzikala Annie Get Your Gun.
19. oktobra 2007 se pojavi v Broadwayski predstavi Georga Bernarda Shawa Pygmalion, kjer igra Elizo Doolittle.

## Osebno življenje
Claire Danes se je na televiziji (natančneje v televizijski seriji To trapasto življenje) poljubila prej, kot v resničnem življenju. Po srečanju na njeni rojstnodnevni zabavi je skoraj šest let hodila z avstralskim pevcem Benom Leejem, zveza pa se je končala leta 2003. Hodila je tudi z Andrewom Dorffom, bratom igralca Stephena Dorffa in Mattom Damonom. V začetku leta 2004 je začela z zvezo s soigralcem iz Odrske lepotice in Princese Mononoke, Billyjem Crudupom. To v javnosti ni izpadlo najbolj pozitivno, saj so se sprožile govorice o tem, da je njuna zveza povzročila razhod med Crudupom in nosečo Mary-Louise Parker, vendar sta to oba zanikala in povedala, da sta se Parkerjeva in Crudup razšla, še preden je on začel prijateljevati z Danesovo. Kakorkoli, Claire Danes in Billy Crudup sta končala decembra 2006 in spet so se sprožile govorice, da sta končala zaradi Danesove domnevne afere s soigralcem iz filma Večer, Hughom Dancyjem. 27. junija 2007 je Claire v oddaji Davida Lettermana tudi potrdila, da prijateljuje z Dancyjem. Claire Danes (30) in Hugh Dancy (34) sta imela sta se poročila s tihim obredom v Franciji leta 2009.

## Filmografija

### Filmi
| Leto | Naslov                              | Vloga                  | Opombe                          |
| ---- | ----------------------------------- | ---------------------- | ------------------------------- |
| 1990 | Dreams of Love                      |                        |                                 |
| 1994 | Little Women                        | Beth March             |                                 |
| 1995 | Stkano s srcem                      | Mlada Glady Jo Cleary  |                                 |
| 1995 | Domov za praznike                   | Kitt Larson            |                                 |
| 1996 | I Love You, I Love You Not          | Daisy/Mlada Nana       |                                 |
| 1996 | Romeo + Julija                      | Julija Capulet         | London Film Critics Circle      |
| 1996 | Gillian za 37. rojstni dan          | Rachel Lewis           |                                 |
| 1997 | Princesa Mononoke                   | San                    | glasovna vloga                  |
| 1997 | U Turn                              | Jenny                  |                                 |
| 1997 | The Rainmaker                       | Kelly Riker            |                                 |
| 1998 | Nesrečniki                          | Cosette                |                                 |
| 1998 | Polish Wedding                      | Hala                   |                                 |
| 1999 | Skrivnostni odred                   | Julie Barnes           |                                 |
| 1999 | Palača z rešetkami                  | Alice Marano           |                                 |
| 2002 | Bohemski dnevi                      | Sookie Sapperstein     |                                 |
| 2002 | Ure do večnosti                     | Julia Vaughn           | Nominirana: Screen Actors Guild |
| 2003 | Vse za ljubezen                     | Elena                  |                                 |
| 2003 | Nori Placid Lake                    | Dekle na seminarju     |                                 |
| 2003 | Terminator 3: Vstaja strojev        | Kate Brewster          |                                 |
| 2004 | Odrska lepotica                     | Maria                  |                                 |
| 2005 | Prodajalka                          | Mirabelle Buttersfield | Nominirana: Satellite Award     |
| 2005 | Nova v družini                      | Julie Morton           |                                 |
| 2007 | Večer                               | Mlada Ann              |                                 |
| 2007 | Zvezdni prah                        | Yvaine                 |                                 |
| 2007 | Krdelo                              | Allison                |                                 |
| 2009 | Me and Orson Welles                 | Sonja Jones            |                                 |
| 2009 | Temple Grandin Thinking in Pictures | Temple Grandin         | Televizijski film               |

### Televizija
| Leto      | Naslov                | Vloga        | Opombe                        |
| --------- | --------------------- | ------------ | ----------------------------- |
| 1994–1995 | To trapasto življenje | Angela Chase | Zlati globus Nominirana: Emmy |

### Reklame
- The Boyfriend Trousers (Gap) (2007) - Dekle

### Glasbeni videi
- Soul Asylum - »Just Like Anyone« (1995) - Unnamed Angel

### Kot gostja
| Leto | Ime oddaje                             | Vloga        | Opombe                  |
| ---- | -------------------------------------- | ------------ | ----------------------- |
| 1992 | Zakon in red: enota za posebne primere | Tracy Brandt | epizoda #45 - Skin Deep |
| 1994 | Lifestories: Families in Crisis        | Katie Leiter |                         |
| 1994 | The Daily Show with Jon Stewart        | Herself      |                         |
| 1994 | Late Show with David Letterman         | Ona          |                         |
| 1996 | The Tonight Show with Jay Leno         | Ona          |                         |
| 1997 | The Tonight Show with Jay Leno         | Ona          |                         |
| 1997 | The Rosie O'Donnell Show               | Ona          |                         |
| 1997 | Saturday Night Live                    | Ona          |                         |
| 1997 | Late Show with David Letterman         | Ona          |                         |
| 1998 | Late Show with David Letterman         | Ona          |                         |
| 1999 | The Charlie Rose Show                  | Ona          |                         |
| 1999 | Fanatic                                | Ona          |                         |
| 1999 | The Tonight Show with Jay Leno         | Ona          |                         |
| 1999 | Late Night with Conan O'Brien          | Ona          |                         |
| 2002 | The Tonight Show with Jay Leno         | Ona          |                         |
| 2003 | HBO First Look                         | Ona          |                         |
| 2003 | Electric Playground                    | Ona          |                         |
| 2003 | Late Night with Conan O'Brien          | Ona          |                         |
| 2003 | Tinseltown TV                          | Ona          |                         |
| 2004 | Live with Regis and Kelly              | Ona          |                         |
| 2004 | The Charlie Rose Show                  | Ona          |                         |
| 2004 | Sunday Morning Shootout                | Ona          |                         |
| 2004 | Late Night with Conan O'Brien          | Ona          |                         |
| 2005 | Corazon de...                          | Ona          |                         |
| 2005 | Magacine                               | Ona          |                         |
| 2005 | Late Show with David Letterman         | Ona          |                         |
| 2007 | Late Show with David Letterman         | Ona          |                         |
| 2007 | The Daily Show with Jon Stewart        | Ona          |                         |
| 2007 | Rove                                   | Ona          |                         |
| 2007 | The Tonight Show with Jay Leno         | Ona          |                         |
| 2007 | Late Night with Conan O'Brien          | Ona          |                         |